# Язык Ганзы

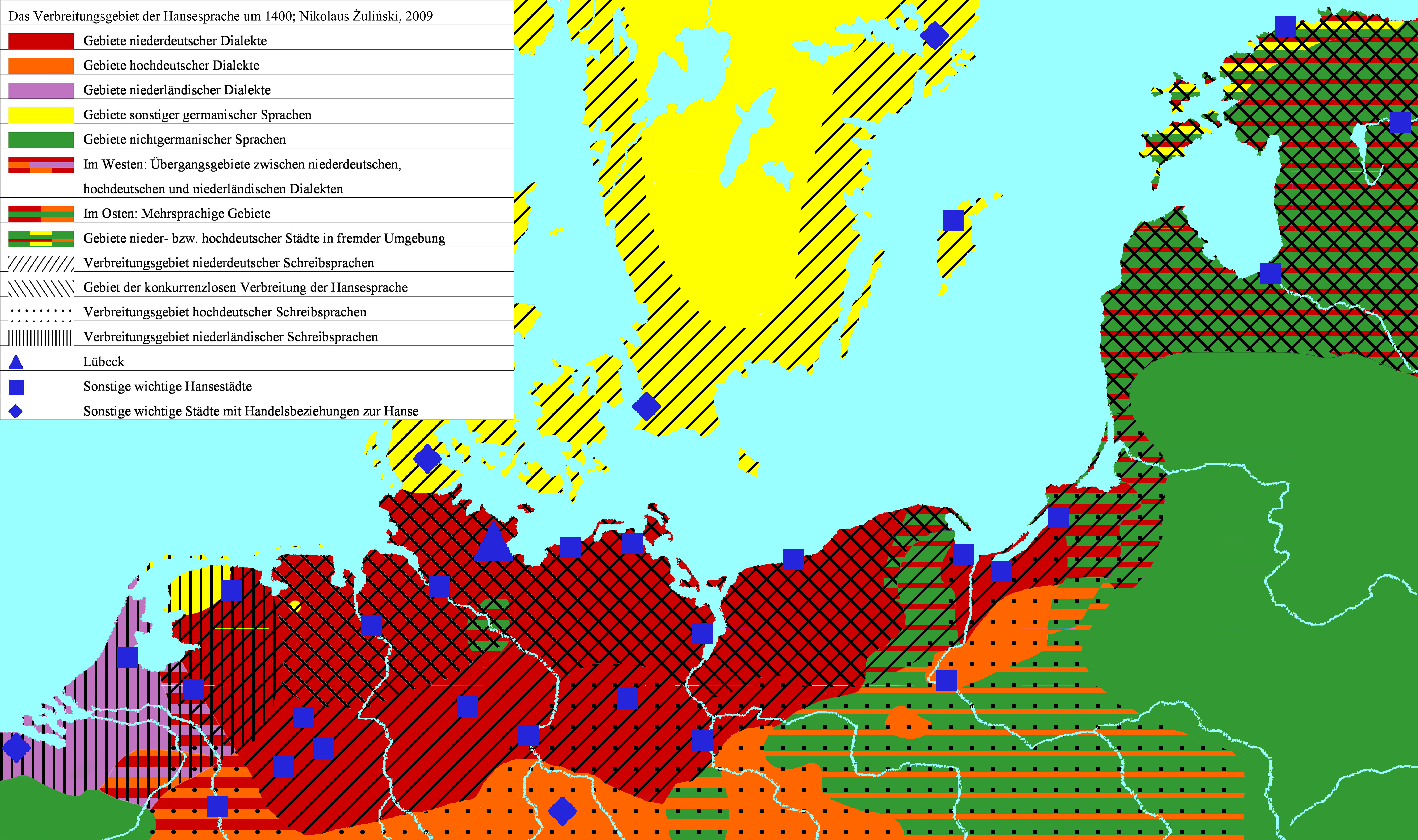
Область распространения ганзейского лингва-франка на рубеже XIV-XV вв.

Язы́к Га́нзы (нем. Hansesprache) — лингва-франка на средненижненемецкой основе, распространённый в XIII-XVI вв. в городах Ганзейского союза. Область распространения ганзейского лингва-франка включала Северную Европу, от Северного до Балтийского моря.
Язык был средством общения между купцами Ганзы, сфера его использования была довольно широка: разговорный язык торговцев, язык торгового права, дипломатии, частично литературы.
Исследователь Роберт Петерс называет язык Ганзы «наддиалектным любекским языком» (нем. Lübecker Ausgleichssprache), так как в основе языка лежит диалект города Любека с включением большого количества слов из скандинавских и славянских языков, в особенности русского языка средневекового Новгорода.